# Soum
Soum är en provins i Burkina Faso.   Den ligger i regionen Sahel, i den norra delen av landet, 220 km norr om huvudstaden Ouagadougou. Antalet invånare är 285 722. Huvudort är Djibo.